# Blanka Teleki
Contessa Blanka Teleki de Szék (Satulung, 5 luglio 1806 – Parigi, 23 ottobre 1862) è stata un'educatrice e attivista ungherese, attiva nella promozione dei diritti delle donne. È considerata una delle prime femministe e una pioniera dell'istruzione femminile.

## Biografia
Figlia del conte Imre Teleki de Szék (1782-1848) e della contessa Karoline Brunswick von Korompa (1782-1843), possessori di una tenuta nella contea di Satu Mare, vicino all'Ucraina, e nipote della pioniera dell'istruzione Therese Brunsvik. Studiò pittura a Monaco e a Parigi e scultura a Budapest con István Ferenczy. Dopo aver pubblicato le sue idee sull'educazione delle donne, nel 1846 fondò la sua scuola per ragazze a Budapest. Nel 1848, lei e le sue allieve divennero le prime donne in Ungheria a firmare una petizione che chiedeva pari diritti per uomini e donne in Ungheria, chiedendo il suffragio femminile e il diritto per le donne di frequentare l'università. Partecipò alla rivoluzione del 1848 e fu quindi condannata alla reclusione. Nel 1851 fu imprigionata con Klára Leövey, che fu rilasciata nel 1856. Dopo aver scontato la pena, lasciò l'Ungheria per Parigi, ove morì.